# Relações entre Bangladesh e Gana
As relações entre Bangladesh e Gana referem-se às relações bilaterais entre Bangladesh e Gana. Bangladesh e Gana têm relações diplomáticas calorosas e ambos estão interessados em fortalecê-las ainda mais.

## Visitas de alto nível
Em 2010, o ex-secretário de Relações Exteriores Mohamed Mijarul Quayes fez uma visita oficial a Acra. Bangladesh planeja abrir uma nova frente de produção agrícola e comércio nos países da África Ocidental, que têm vastas terras férteis e não cultivadas e importam quase todos os bens. Mijarul Quayes liderou uma missão de investigação de cinco membros a quatro países da África Ocidental - Gana, Costa do Marfim, Libéria e Senegal - de 24 de agosto a 2 de setembro de 2010.

## Cooperação Econômica
Os dois países vêm realizando intercâmbios comerciais e delegações oficiais e realizando feiras de negócios para impulsionar a cooperação econômica bilateral. Em 2012, uma importante delegação empresarial de Bangladesh liderada por Shubhashish Bose, vice-presidente do Bangladesh Export Promotion Bureau, visitou Gana para explorar maneiras de expandir o comércio bilateral entre Bangladesh e Gana. Os investidores de Bangladesh demonstraram interesse em investir em Gana devido à sua localização estratégica na África Ocidental e ao crescimento econômico constante. Os produtos de Bangladesh, especialmente as roupas prontas e farmacêuticas, foram identificados como produtos com enorme potencial no mercado de Gana.

## Intercâmbio cultural
Muitos jogadores de futebol ganenses têm jogado regularmente em vários grandes clubes de futebol de Bangladesh. Bangladesh agora se tornou um dos destinos favoritos dos jogadores de futebol ganenses dispostos a jogar no exterior. Ohene Kennedy, que soma sete partidas pela seleção de Gana, encerrou sua carreira no Sheikh Jamal Dhanmondi Club, em Bangladesh.